# Lew Burdette
Lew Burdette (né le 22 novembre 1926 à Nitro, Virginie-Occidentale et mort le 6 février 2007, d'un cancer du poumon) était un joueur des ligues majeures de baseball. Il était lanceur droitier.
Il joua 626 matchs en MLB pour les New York Yankees (1950), Boston Braves (1951-1952), Milwaukee Braves (1954-1963), Saint-Louis Cardinals (1963-1964), Chicago Cubs (1964-1965), Philadelphia Phillies (1965) et California Angels (1966-1967).
En 18 saisons en ligue majeure, Burdette compte 203 victoires pour 144 défaites avec 1074 strikeouts, 33 shutouts et 3.66 ERA pour 3067.1 manches lancées et 158 parties complètes.
Il fut sélectionné deux fois au All Star Game (1957, 1959), désigné meilleur joueur des séries mondiales 1957 et remporta le trophée Babe Ruth 1957.